# Lejla Pahlawi
Lejla Pahlawi, (per. شاهزاده لیلا پهلوی, ur. 27 marca 1970 w Teheranie, zm. 10 czerwca 2001 w Londynie) – była księżniczka Iranu, najmłodsza córka szacha Iranu, Mohammada Rezy Pahlawiego i jego trzeciej żony, Farah Pahlawi.

## Życiorys
Miała 9 lat, kiedy jej rodzina była zmuszona do opuszczenia Iranu, w następstwie irańskiej rewolucji islamskiej pod dowództwem Ruhollaha Chomejniego.
Ojciec Lejli zmarł w 1980 roku w Egipcie. Wówczas cała rodzina przeniosła się do Stanów Zjednoczonych, gdzie księżniczka została absolwentką dziennej szkoły państwowej w Rye w stanie Nowy Jork. Uczęszczała do państwowej szkoły w Massachusetts, a następnie wybrała się na prywatne studia na uniwersytecie Brown w Providence, które ukończyła w 1992 roku.
Księżniczka Lejla nigdy nie wyszła za mąż. Większość czasu spędzała w podróży pomiędzy domem w Connecticut i Europą.

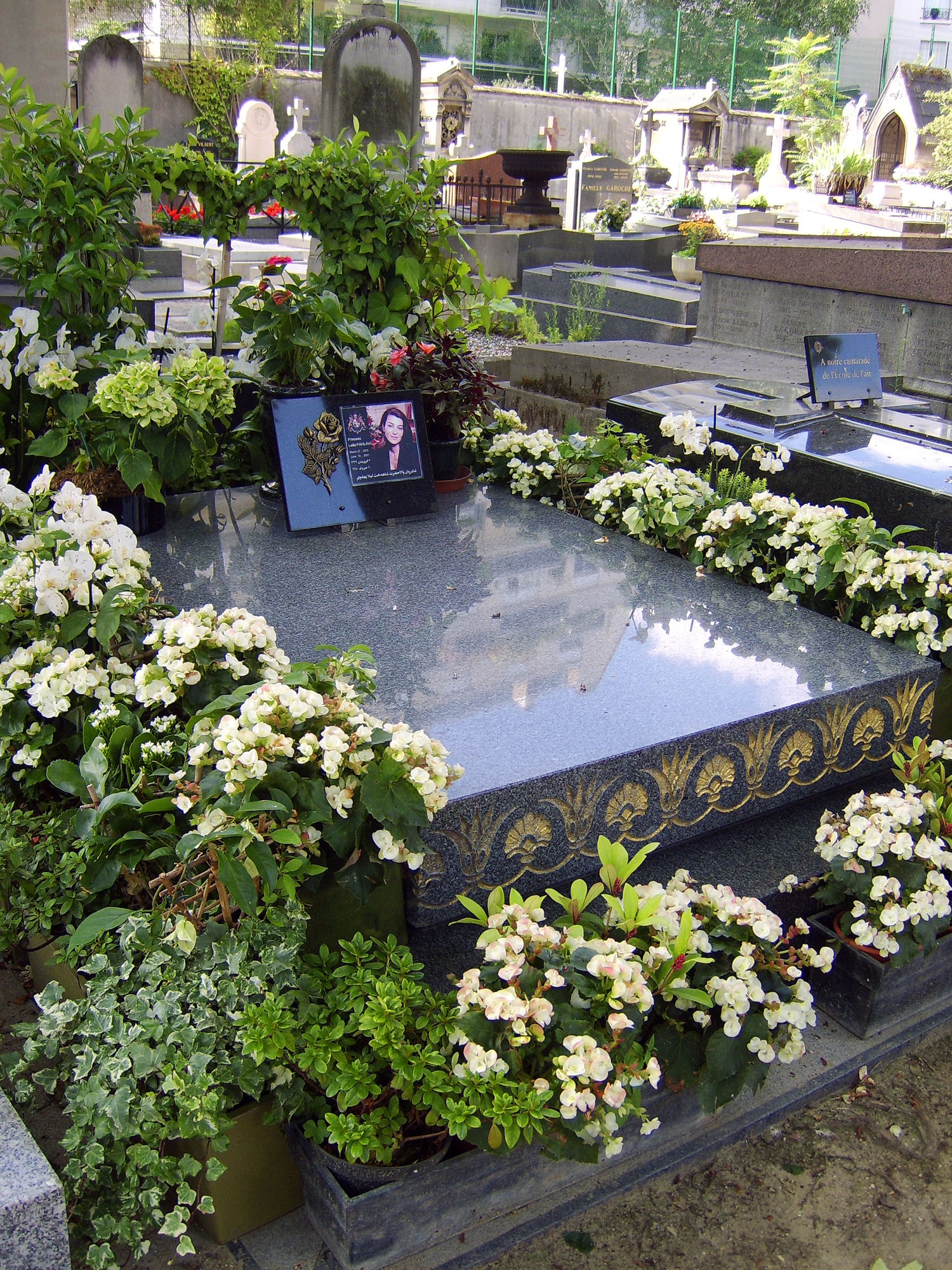
Grobowiec na Cimetière de Passy w Paryżu

Lejla Pahlawi chorowała na anoreksję. 10 czerwca 2001 roku znaleziono ją martwą w jej pokoju w hotelu Leonard w Londynie. Została pochowana na paryskim Cimetière de Passy, obok swojej babki – Faride Ghotbi Diba.